# Siligo
Siligo è un comune italiano di 727 abitanti dell'antica regione del Meilogu nella città metropolitana di Sassari.

## Geografia fisica

### Territorio

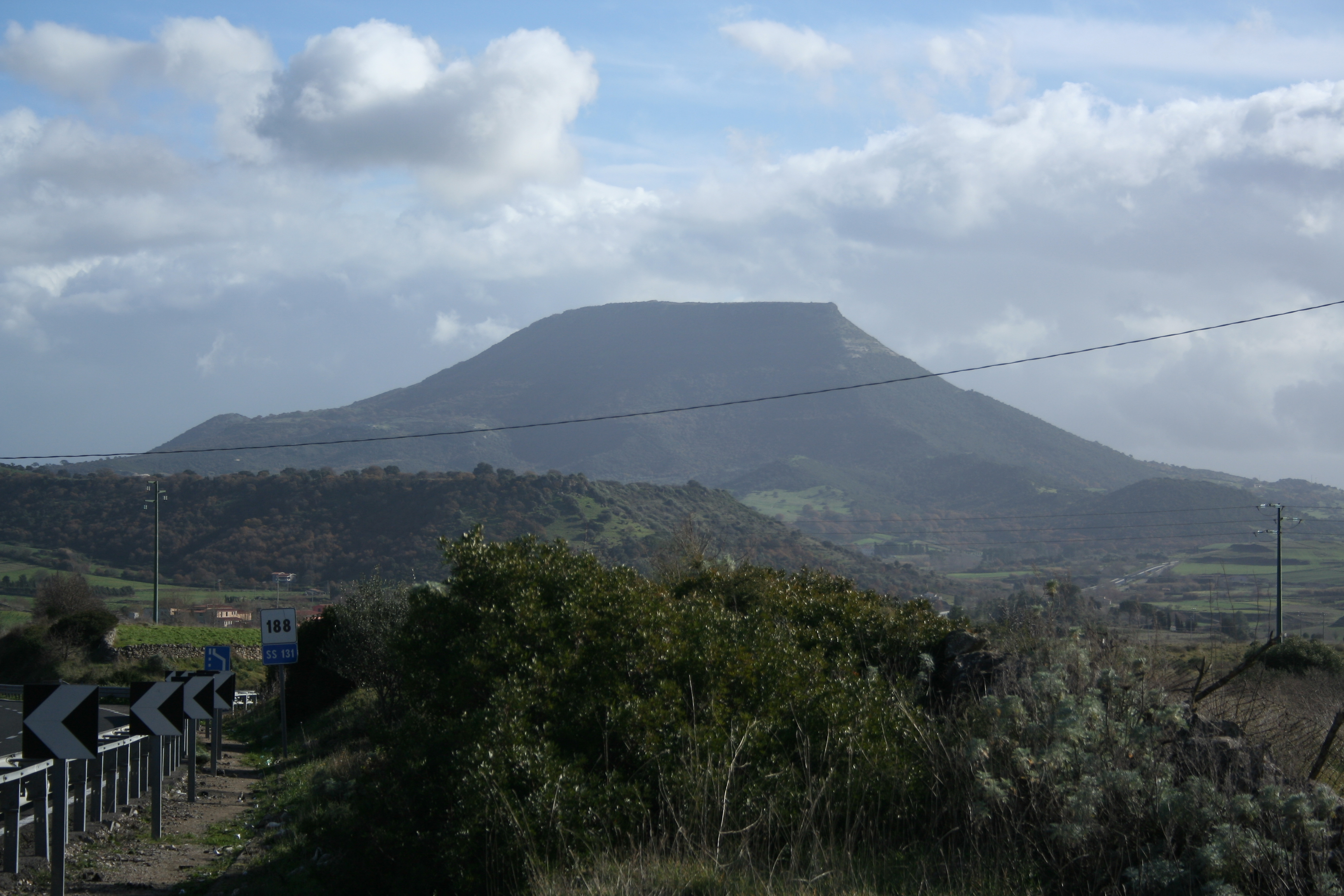
La mesa di Monte Santo

Siligo fa parte del Distretto Rurale del Mejlogu. Il suo territorio si estende per oltre 4.000 ha ed è caratterizzato da diversi rilievi di origine vulcanica, tra i quali spicca il monte Santu (733 metri), dalla caratteristica forma troncoconica (mesa) e i coni di scorie Monte Percia e monte Ruju da cui si dipartono dei dicchi di dimensioni notevoli, chiamati Su Muru 'e Ferru. Altro rilievo di notevole valenza paesaggistica e archeologica è il monte Sant'Antonio (599 metri), propaggine nord-ovest del più vasto tavolato vulcanico denominato Monte Pelau.

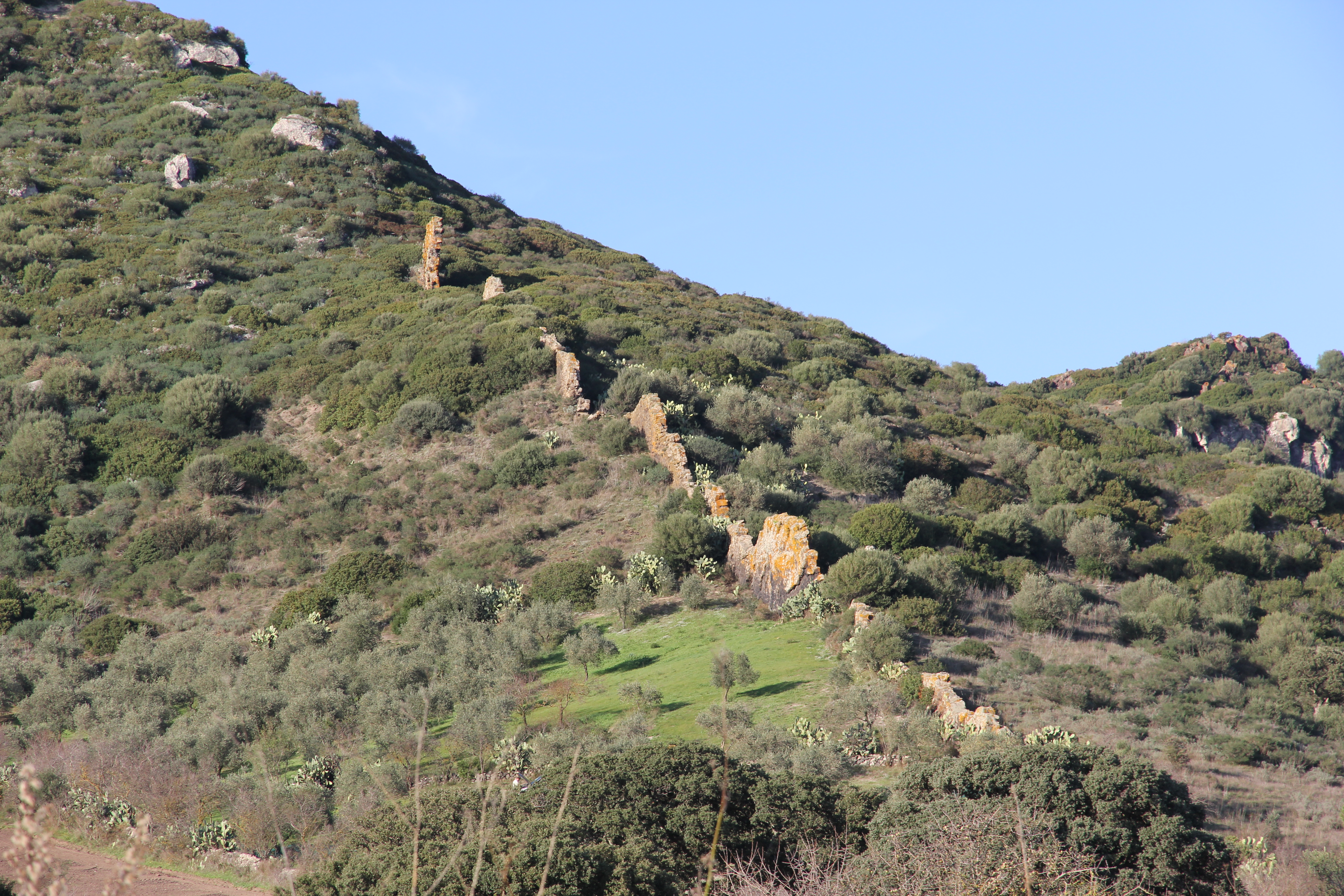
Il dicco di Monte Ruju (su Muru 'e Ferru)

## Origini del nome
La parola siligo-ginis in latino significa buone messi, da cui il nome siligo che in campo commerciale indica un tipo di "frumento di prima qualità". Questa etimologia in genere è stata erroneamente utilizzata per risalire al nome del comune. 
In realtà come documentato nei condaghes e nei vari documenti fino all'epoca moderna, il nome che indica il comune è stato registrato in diverse forme: nei secoli XI-XIII il nome registrato era Siloque, Siligue; nei secoli XII-XIII: Siloce, Silogi, Siloke, dal 1341 al 1359 ricompare il nome Siloque. Lo storico Francesco de Vico aveva individuato il nome Santa Victoria di Siligo in un documento del 1238 e il toponimo Siligo in un documento del 1438 e, a suo tempo, lo storico Giovanni Francesco Fara. Tuttavia lo stesso Fara riporta anche il toponimo Silighis. e altri toponimi: Siliche, Siloche, Sjloghe, Silogue, ecc.

## Storia
L'area fu abitata in epoca nuragica, per la presenza nel territorio di numerosi nuraghi, e in epoca romana, per la presenza di alcuni edifici, in particolare nell'area dell'attuale Parco archeologico di Mesumundu. 
E sempre in quell'area, a seguito dei recenti ritrovamenti, è stata testimoniata la presenza continuativa di una consistente popolazione rurale, che si era insediata, nell’area delle terme dismesse; confermando che Mesumundu è stato un villaggio rurale tra il V e il VII secolo.

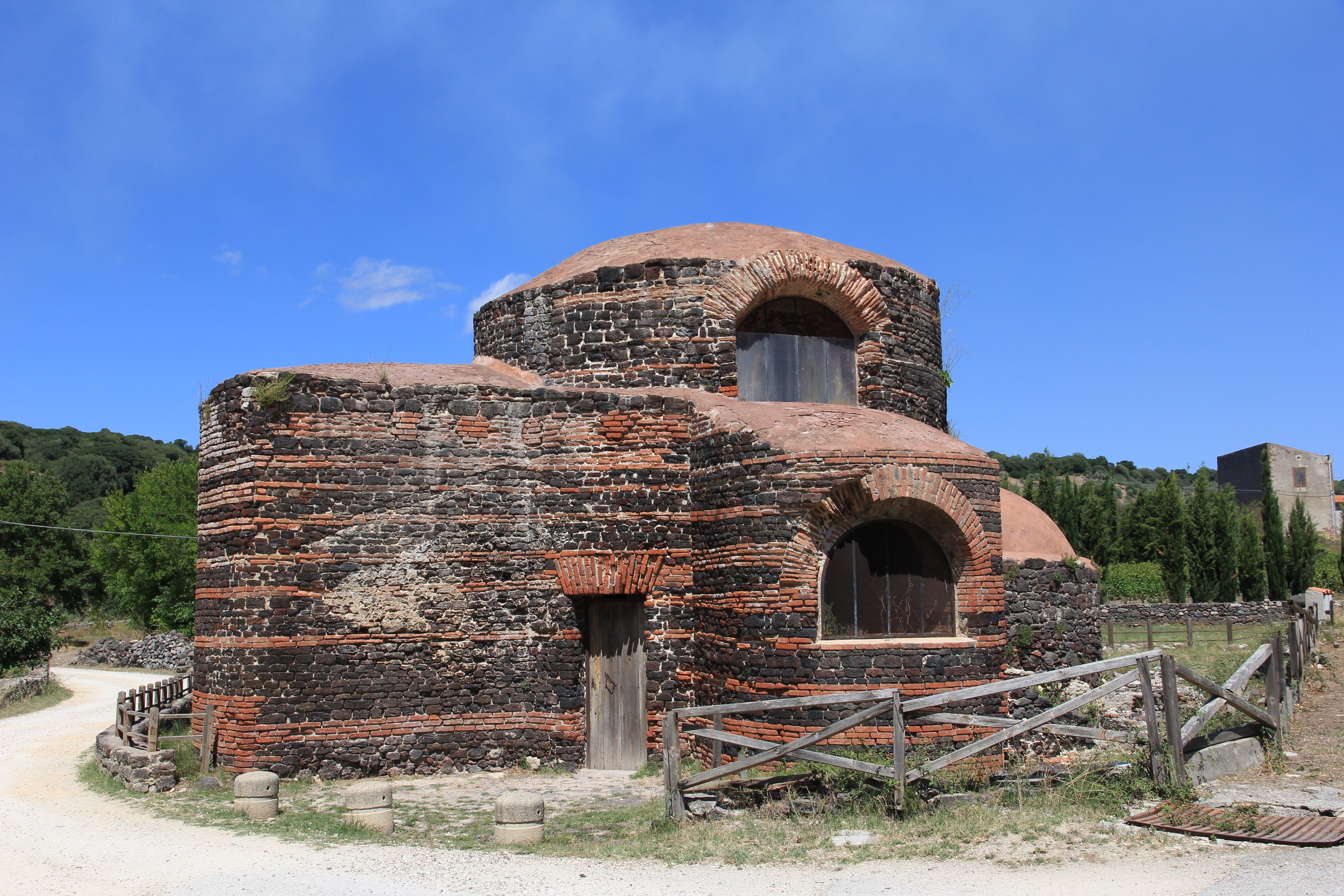
Nostra Signora di Mesumundu

Dal Basso Medioevo fece parte della Curatoria di Meilocu nel Giudicato di Torres. Inoltre, a seguito dell'atto di donazione (1064-65) di Barisone I, arrivarono in questo territorio un gruppo di monaci dell'abbazia di Montecassino che si insediarono presso la chiesa di Nostra Signora di Mesumundu e la chiesetta, ubicata sul tavolato di monte Santu, intitolata ai santi Elia ed Enoch.
La manifestazione di villaggi gemelli o a grappolo nella prima fase si manifestò, nell'attuale area del villaggio, con due agglomerati denominati “Cherchedu” e “Siloghe” (quest'ultimo ubicato alle pendici della collina dove sono visibili gli esigui resti del Nuraghe Su Runaghe), che tuttavia ben presto costituirono un unico centro, assumendo l'attuale nome di Siligo
Nei secoli XI-XIII è testimoniata l’esistenza di “Biddanoa” e, nell’intervallo 1485-1627, nei vari censimenti spagnoli. Nel successivo censimento del 1627 appare con il nome di Villa de Monti Santo, ma non comparirà invece successivamente al 1655, forse spopolatosi a seguito della peste del 1652.
Per quanto riguarda l'insediamento ubicato sulla sommità del Monte Sant'Antonio, da recenti indagini, risulta che fosse composto da una decina di edifici ed una chiesetta absidata. Questo piccolo agglomerato dovrebbe corrispondere al più volte citato, nei documenti medievali e nella letteratura ottocentesca, Capula o Cepola dove sorgeva un castello, che verosimilmente fosse costituito da una serie di alloggiamenti militari, a supporto della struttura difensiva. Infatti, nonostante sia documentata la vita del castello fino al XV secolo, non risulta alcun censimento relativo a questo centro.
Finita l'epoca giudicale, nel 1259 il villaggio passò sotto il dominio della famiglia genovese dei Doria e intorno al 1350, alla Corona d'Aragona. 
Nei successivi secoli XV e XVI, con lo stabilizzarsi nell’isola del sistema del vidazzone, cioè di un regime che rappresenta una forma di agricoltura comunitaria, per cui presuppone una forma di insediamento compatto. Fatto questo che consolidò gli insediamenti comunali.
A Siligo, nel primo censimento del 1485, sono registrate 38 famiglie per un ipotetico numero di abitanti compreso fra i 150-200. 
Nel XVII secolo si registra un notevole aumento della popolazione: il numero delle famiglie si attesta intorno ai 110-140 con un numero di abitanti compreso fra i 400-470.
Nel 1629 Siligo formò la contea di Montesanto, concessa agli Alagon che, con la soppressione del sistema feudale, nel 1839 riscattarono il feudo.
Nella metà del XVIII secolo la popolazione è quasi raddoppiata ed un ulteriore importante incremento è registrato nei censimenti ottocenteschi ed in quello del 1901 dove la popolazione conta 1 500 abitanti. Nel XIX secolo abbiamo anche un primo rilevamento del centro abitato che delimita l’effettiva dimensione del perimetro dell’insediamento che grosso modo corrispondeva a 2,5 ettari.

### Simboli
Lo stemma e il gonfalone del comune di Siligo sono stati concessi con decreto del presidente della Repubblica dell'11 gennaio 2002. Lo stemma si blasona:
Il gonfalone è un drappo di bianco.

## Monumenti e luoghi d'interesse

### Architetture religiose

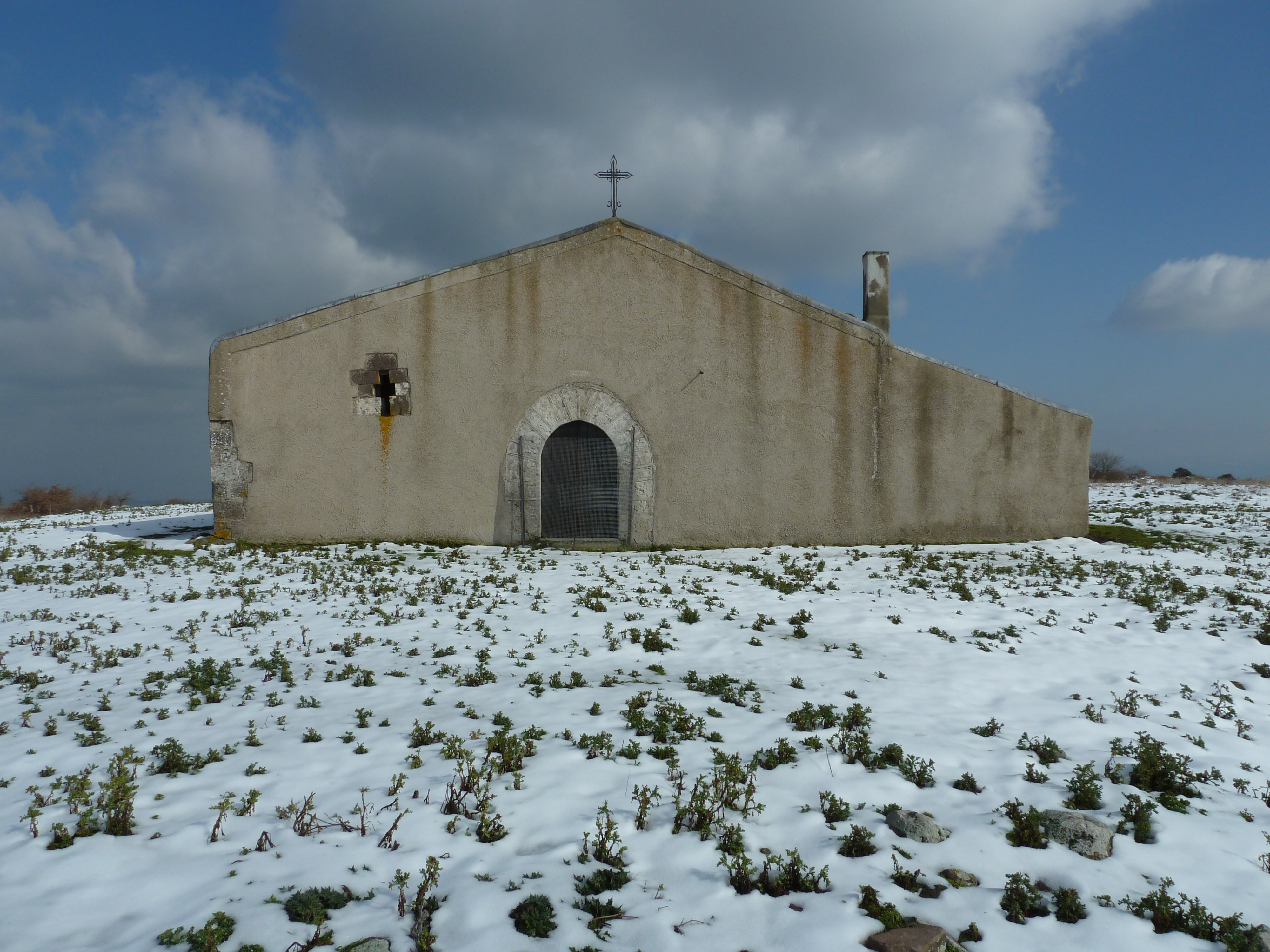
Chiesa dei SS. Elia ed Enoch sul Monte Santo

- Chiesa di Nostra Signora di Mesumundu (nota anche con il nome Santa Maria di Bubalis), costruita verso la fine del VI secolo sui resti di un edificio termale romano del II secolo d.C. e modificata dopo il 1065 dai monaci Benedettini di Montecassino;
- Chiesa dei Santi Elia ed Enoch: costruita sulla sommità del monte Santu e modificata dopo il 1065 dai monaci Benedettini;
- Chiesa di Santa Vittoria: è la chiesa parrocchiale fondata nell'ultimo decennio del XV secolo;
- Oratorio di Santa Croce: l'oratorio costruito nel XVII secolo;
- Chiesa di San Vincenzo Ferrer: la chiesa, costruita nel XVII secolo, era nelle vicinanze dell'ormai scomparso villaggio di Villanova Montesanto (Biddanoa) è una chiesa campestre dove ogni anno si celebra la festa del paese.

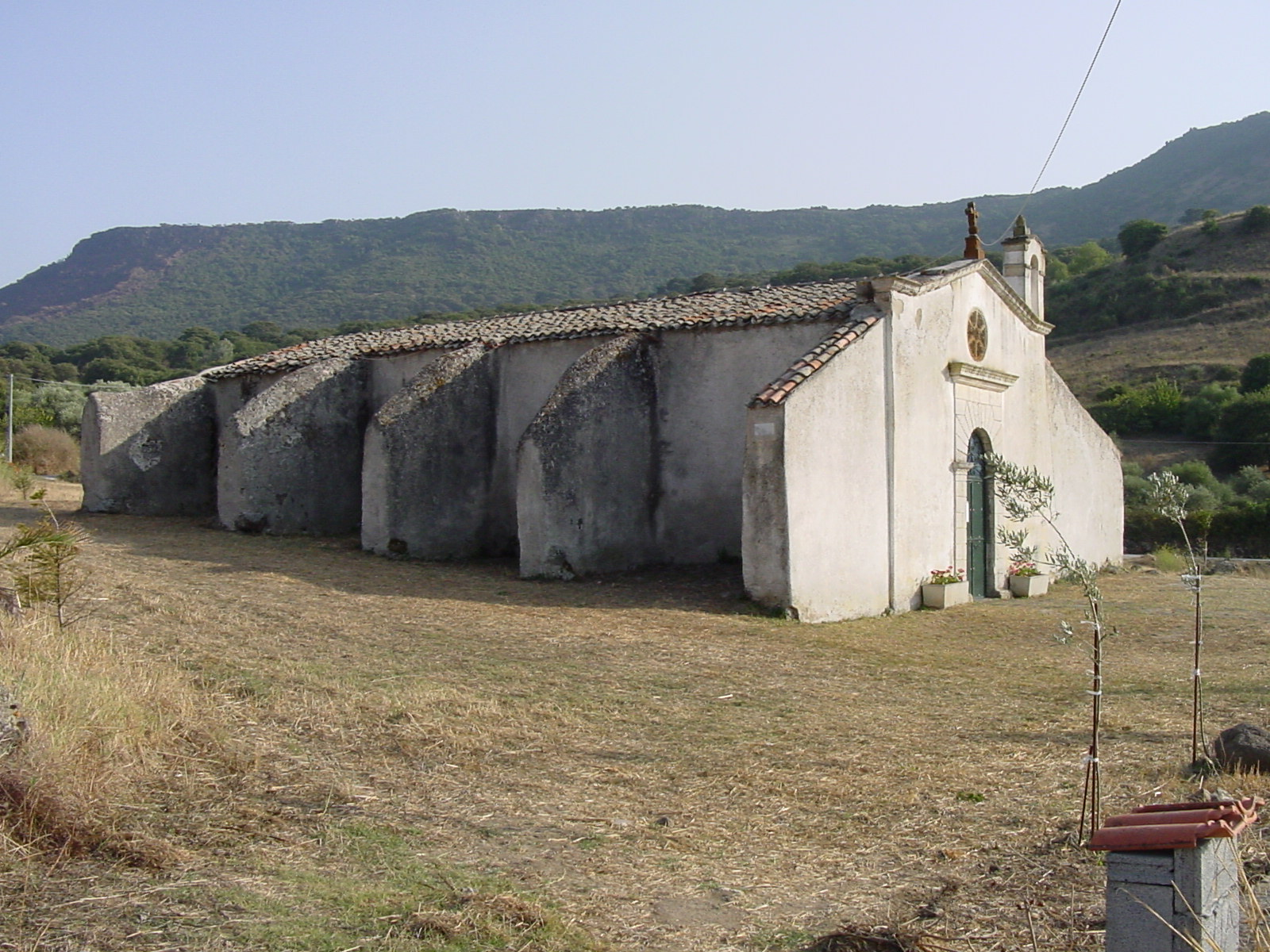
Chiesa di San Vincenzo Ferrer

Strutture in stato di rudere o scomparse
- Chiesa di Sant'Antonio: sulla sommità dell'omonimo monte, ridotta in stato di rudere, è ubicata presso i resti del castello di Capula;
- Chiesa di San Filippo (nelle campagne di Santu Filighe);
- San Pietro nella zona denominata Baccatina;
- San Leonardo (accanto ai ruderi del nuraghe de Sa Punta 'e Mulinu);
- Chiesa di Santa Maria de Banzos (che sorgeva nei pressi dell'omonimo rio e vicino all'attuale cimitero), citata negli atti del processo a Julia Carta.[17] A suo tempo Dionigi Scano aveva individuato una Beate Marie de Siligo[18]. Antonio Sanna infine riporta una Sancta Maria de Bangios (de Syloghe) citata nel 1456[19]
- Chiesa di Santu Ortolu (San Bartolomeo): ridotta in stato di rudere si trova a pochi metri dall'omonimo nuraghe, nella regione Truviu sulla piana di Campu Lazzari

### Siti archeologici

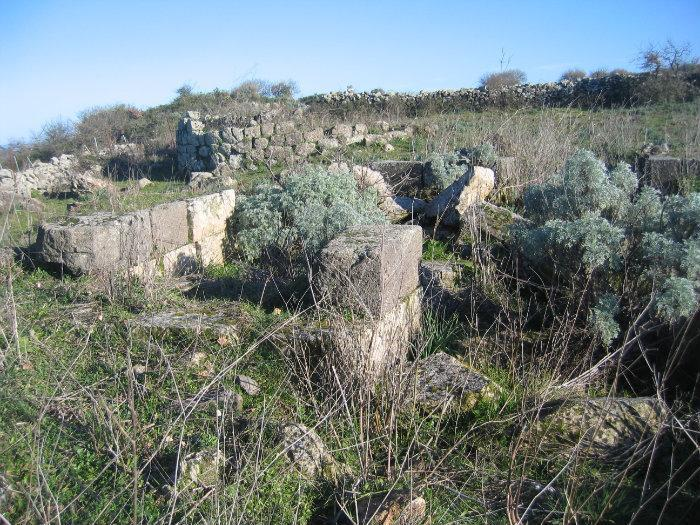
Resti del Santuario nuragico di monte Sant'Antonio

- Santuario nuragico di monte Sant'Antonio: si trova sul tavolato del monte Sant'Antonio;
- Parco archeologico di Mesumundu;
- Nuraghe Nuraghette: località Campu Lazzari. Un corpo circolare con affiancate due torri nuragiche;
- Nuraghe Sambisue: località Campu Lazzari
- Nuraghe Santu Ortolu: località Truvìu. Nuraghe complesso con torre centrale con bastione che doveva includere almeno altre due torri. Presenza di scala elicoidale e andito;
- Nuraghe Ortolu: località Badde Ortolu. Nuraghe semplice, con scala, nicchia d'andito e camera con nicchie;
- Nuraghe Truviu: località Truviu;
- Nuraghe Frades Casos:   coord. 40.614361,8.706320 Periodo (1900-730 a.C.)
- Nuraghe Traversa: località Sa Marghinedda. Protonuraghe, Tipo allungato costituito da un unico corridoio che attraversa la massa muraria in senso longitudinale;

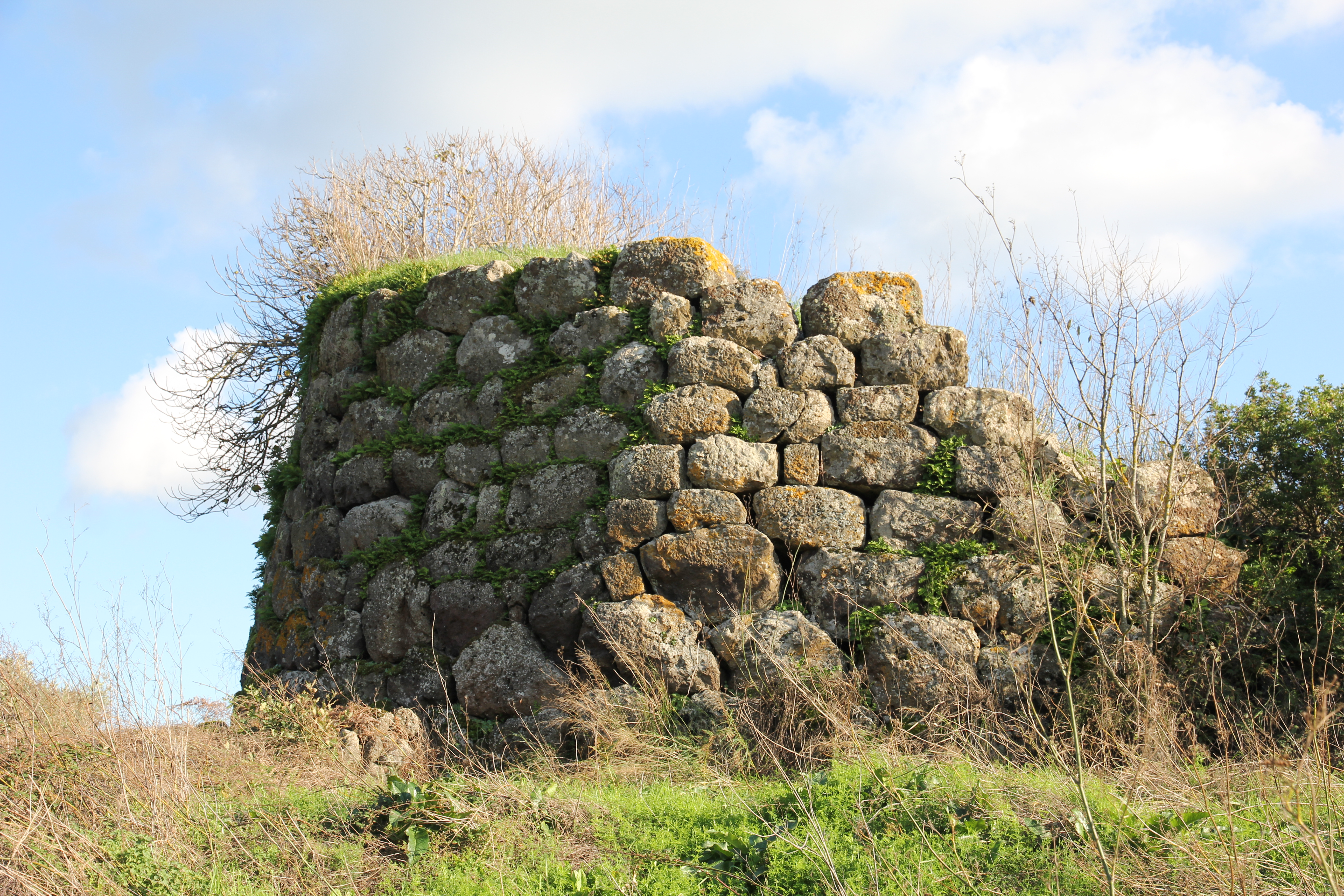
Il nuraghe Morette

- Nuraghe Crastula: località Scala Ploaghese. Monotorre;
- Nuraghe s'Iscala 'e sa Chessa: località Sa Marghine. Di forma ellittica;
- Nuraghe Morette: località Morette. Costituito da scala, nicchia d'andito e camera a tholos;
- Nuraghe sa Marghine: località Sa Marghine. Si tratta di un complesso nuragico costituito da due torri distinte molto simili tra loro;
- Nuraghe Puttu Ruju: località Mesu 'e Cantaros. Il monumento si trova nei pressi del Rio Mesu 'e Cantaros;
- Nuraghe Tranesu: località Runaghe Tranesu. Monotorre;
- Nuraghe Santu Filighe: località Santu Filighe. Probabilmente monotorre;
- Nuraghe S'Iscala Ruja: località Altopiano di s'Aspru. Edificio di tipo complesso, non indagato;
- Nuraghe Conzattu: località S'Aspru. Nuraghe complesso, con torre centrale e bastione che sembra inglobare una seconda torre;
- Nuraghe Ponte Molinu (o Sa Rena): località Piano di S'Aspru. Nuraghe complesso. Torre centrale e camera a tholos;
- Nuraghe Caspiana: località Caspiana. Tipo complesso, con torre centrale e bastione che ingloba almeno altre due torri;
- Nuraghe Arzu: località Monte Jana. L'edificio risulta per gran parte crollato e interrato;
- Nuraghe Curzu (o Sa Rocca): località Mesumundu. Bilobato;
- Nuraghe Baccattina: località Baccattina;
- Nuraghe sa Deghina: località Truviu - santu Ortolu; 40.60297°N 8.6884°E
- Nuraghe Su Runaghe: località Su Runaghe. Attualmente dell'antico edificio resta solo la base;
- Nuraghe Littu: località Littu. Forma ellittica. Si tratta di un edificio di grandi dimensioni di cui restano solo grossi massi;
- Nuraghe Cherchizza A: località sa Cherchizza. Il monumento fa parte del Santuario nuragico di monte Sant'Antonio e si trova all'estremità occidentale del santuario;
- Nuraghe Cherchizza B: località sa Cherchizza. Il monumento fa parte del Santuario nuragico di monte Sant'Antonio;
- Nuraghe Sa Scala de La Perdischeddula: località sa Cherchizza. Monotorre a pianta circolare.

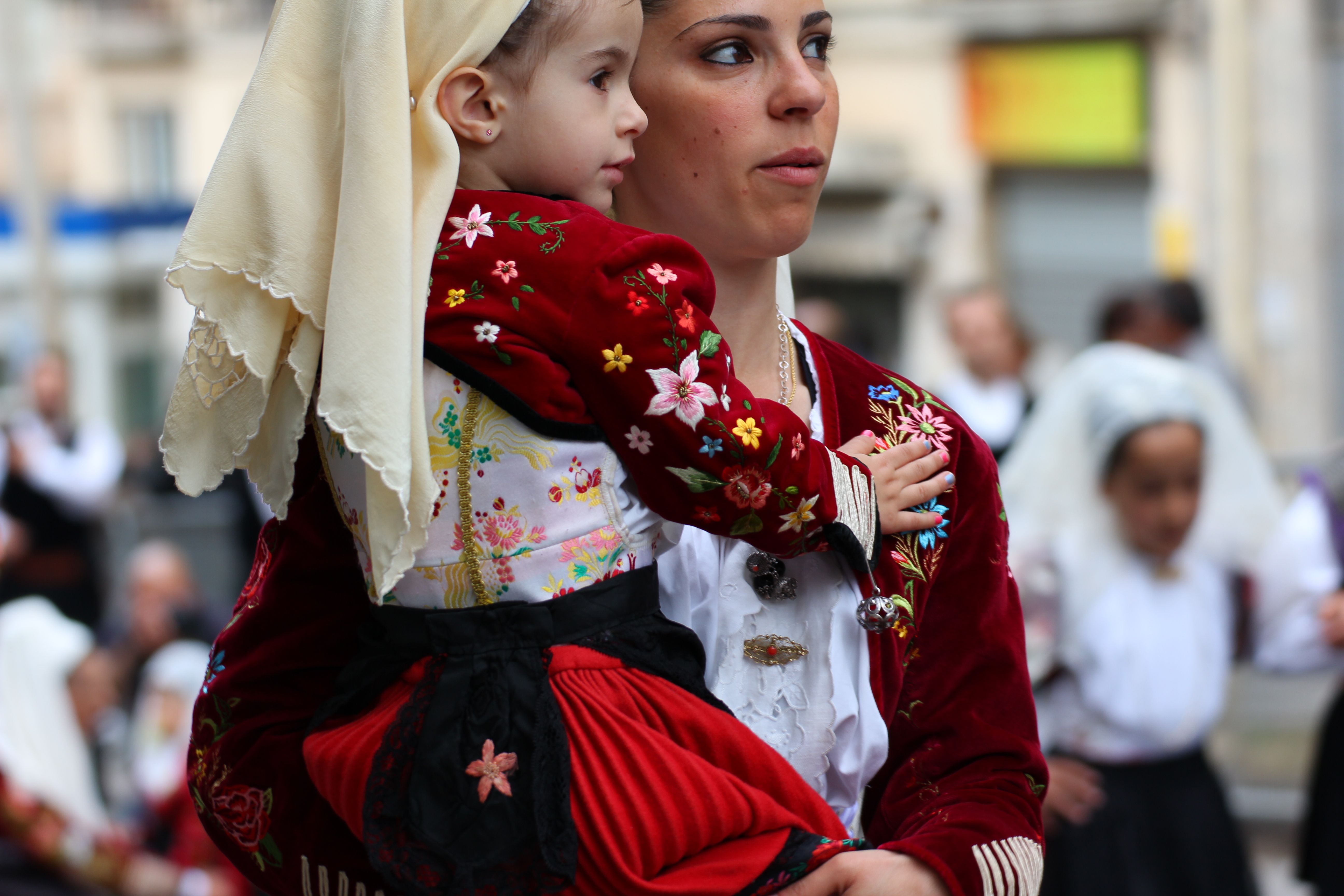
Costume tradizionale

### Altri luoghi d'interesse
- Monte Santo
- In località "Coas" è localizzato un osservatorio astronomico e in piazza Maria Carta un planetario gestito dalla Società astronomica turritana di Sassari.
- Sull'Altopiano di s'Aspru è attiva una comunità terapeutica residenziale per tossicodipendenti, gestita da Mondo X - Sardegna.

## Società

### Evoluzione demografica
Abitanti censiti

### Etnie e minoranze straniere
Gli stranieri residenti a Siligo al 1º gennaio 2018 sono 39 e rappresentano il 4,5% della popolazione residente.
Le nazionalità maggiormente rappresentate in base alla loro percentuale sul totale popolazione di stranieri residente erano:

#### Europa
- Romania 16 - 41,06%
- Germania 1 - 2,56%
- Ucraina 1 - 2,56%
- Federazione Russa 1 - 2,56%

#### Africa
- Marocco 18 - 46,15%

#### America
- Cuba 1 - 2,56%
- Ecuador 1 - 2,56%

### Lingue e dialetti
La variante del sardo parlata a Siligo è quella logudorese settentrionale.

## Cultura

### Musei
- Fondazione e Museo Maria Carta[22]

## Amministrazione
| Periodo         | Periodo         | Primo cittadino        | Partito                   | Carica  | Note   |
| --------------- | --------------- | ---------------------- | ------------------------- | ------- | ------ |
| 23 aprile 1995  | 16 aprile 2000  | Antonio Giovanni Rassu | sinistra                  | Sindaco | [ 23 ] |
| 16 aprile 2000  | 8 maggio 2005   | Antonio Giovanni Rassu | Unione Democratica        | Sindaco | [ 24 ] |
| 8 maggio 2005   | 30 maggio 2010  | Giuseppina Ledda       | lista civica              | Sindaco | [ 25 ] |
| 30 maggio 2010  | 31 maggio 2015  | Giuseppina Ledda       | lista civica "Su Yampu"   | Sindaco | [ 26 ] |
| 31 maggio 2015  | 26 ottobre 2020 | Mario Sassu            | lista civica "Per Siligo" | Sindaco | [ 27 ] |
| 26 ottobre 2020 | in carica       | Giovanni Porcheddu     | lista civica "Umpare"     | Sindaco | [ 28 ] |

## Sport

### Calcio
Il paese di Siligo è rappresentato a livello calcistico dalla Polisportiva Siligo 1974, che attualmente milita nel campionato di Prima Categoria.